# クック湾
クック湾（クックわん）
1. アメリカ合衆国のアラスカ州にある湾。本項で記述する。
2. タヒチのモーレア島にある湾[1]。

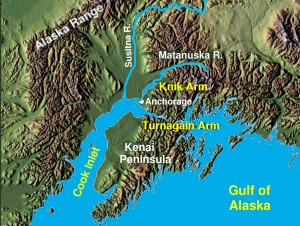
クック湾

クック湾（クックわん、英語: Cook Inlet）は、アメリカ合衆国アラスカ州の南部、アリューシャン山脈とキーナイ半島の間に挟まれた湾である。南西方向に伸びる湾であり、湾の外はアラスカ湾、さらには太平洋に繋がっている。湾奥にはアンカレッジの町がある。クックという名称は、イギリスの探検家キャプテン・クックがこの地に立ち寄ったことにより、彼の死後の1794年に名付けられた。
1853年にクック湾で海底油田が発見されて以来、アラスカ州内で2番目の石油や天然ガスの生産拠点ともなっており、石油・ガス田が開発されている。